# روبنز رودريغوس دوس سانتوس جونيور
روبنز رودريغوس دوس سانتوس جونيور (بالبرتغالية: Rubens Rodrigues dos Santos Júnior‏) هو لاعب كرة قدم برازيلي في مركز ظهير ‏، ولد في 8 يناير 1975 في تاوباتي في البرازيل. لعب مع أتلتيكو باراناينسي وبوتافوغو ريغاتاس وريد بل براغانتينو وفيتوريا دي غيماريش ونادي بالميراس ونادي بورتو ونادي غواراني ونادي فاسكو دا غاما ونادي كوريتيبا ونادي كورينثيانز.

## وصلات خارجية
- روبنز رودريغوس دوس سانتوس جونيور على موقع قاعدة بيانات كرة القدم.إي يو (الإنجليزية)
- روبنز رودريغوس دوس سانتوس جونيور على موقع Soccerway.com (الإنجليزية)
- روبنز رودريغوس دوس سانتوس جونيور على موقع عالم كرة القدم.نت (الإنجليزية)